# Relief (Geologie)

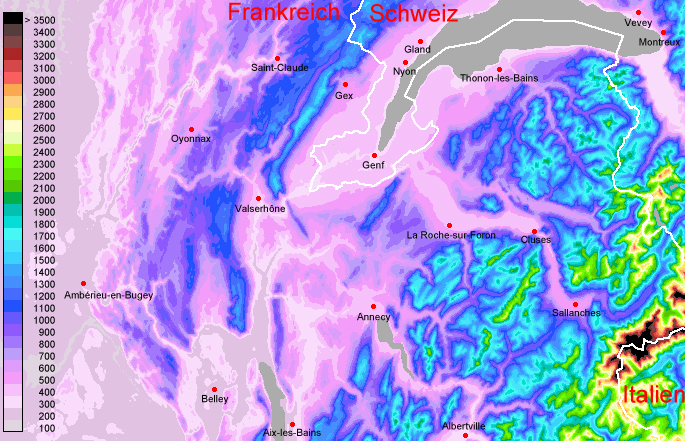
Nutzt man das gesamte Farbspektrum, um jeweils 100 Höhenmeter einer topografischen Karte einzufärben (wie zum Teil beim digitalen Geländemodell), entsteht ein ungewohntes Bild, das jedoch einen eindrucksvollen Blick auf das Höhenrelief der Erdoberfläche gestattet (hier Westalpen mit Vorland)

Unter Relief (frz. für „das Hervorgehobene“) oder Georelief versteht man in der Geologie und Geographie die Oberflächengestalt der Erde, d. h. die Form des Geländes, die mit verschiedenen Parametern (vor allem den absoluten- und relativen Höhen sowie den Hangneigungen und Abständen zwischen den Einzelformen) beschrieben werden kann. Das Relief entsteht durch die Einwirkung innerer (endogener) und äußerer (exogener) Kräfte auf die Erde.

## Endogene Kräfte
Kräfte, die aus dem Erdinneren wirken (innenbürtige Kräfte): Die Erdkruste setzt sich nach der Theorie der Plattentektonik aus einer Anzahl größerer und kleiner Platten zusammen, die durch Magmaströme (Konvektionsströme) ihre Lage verändern und für Gebirgsbildung, Vulkanismus und Erdbeben verantwortlich sind. Wo Platten aufeinanderstoßen, entstehen große Faltengebirge und Tiefseerinnen. Durch Ausgleichsbewegungen werden einzelne Gebirgsteile blockartig zu Horsten emporgehoben. Andere Teile wiederum sinken ab. Dadurch entstehen Gräben und Becken.

## Exogene Kräfte
Kräfte, die von außen auf die Oberfläche der Erde wirken (außenbürtige Kräfte): Die durch endogene Kräfte geschaffenen Gesteinsformationen werden durch die exogenen Kräfte stetig abgebaut (Verwitterung), abgetragen (Erosion) und abgelagert (Sedimentation). Äußere Kräfte sind etwa Wasser, Wind, Eis oder Lebewesen, vor allem Pflanzen. Auch der Mensch ist mittlerweile zu einem reliefbildenden Faktor geworden, indem er großflächige Geländemodellierungen durchführt, die Erosion beeinflusst oder Landgewinnung betreibt. Wurde ein Relief von mehreren dieser Kräfte gemeinsam erzeugt, so spricht man von polygenetischem Relief.

## Makrorelief
Eine weitgehende Zusammenfassung der verschiedenen Landformen zu möglichst wenig Kategorien führt zum Makrorelief der irdischen Landflächen. Im Gegensatz zu den klassischen physischen oder Reliefkarten bieten Karten mit dem Makrorelief (wie die hier gezeigte) mehr Informationen, da sie nicht nur auf der Meereshöhe beruhen, sondern verschiedene Cluster aus absoluter und relativer Höhe (sowie zum Teil der Hangneigung) abbilden. Da es keine festliegende Zahl von Kategorien oder allgemein anerkannte Definitionen für sie gibt, fällt die Darstellung im Detail unterschiedlich aus.
Die hier genannten Grenzwerte und die daraus folgende Darstellung in der Weltkarte beruhen auf EDV-gestützten Auswertungen umfangreicher Satellitendaten.
| Farbe | Bezeichnung                            | absolute Höhen 1. Kartengrundlage 2. (andere Autoren) | relative Höhen* 1. Kartengrundlage 2. (andere Autoren) | durchschnittliche Hangneigungen | Beschreibung dieser Festlegung |
| ----- | -------------------------------------- | ----------------------------------------------------- | ------------------------------------------------------ | ------------------------------- | --- |
|       | Tiefebenen                             | 0–200 m (0–30 m)                                      | 0–25 m (0–50 m)                                        | 0–2 %                           | Gebiete mit geringem Höhenunterschied. Sie werden von Sedimenten aus dem jüngeren Erdmittelalter (Mesozoikum) und aus der Erdneuzeit (Känozoikum) bedeckt; oft Küstenebenen und Stromlandschaften                                    |
|       | Mittelhohe Ebenen & Tafelland          | 200–500 m                                             | 0–25 m                                                 | 0–2 %                           | Ebenen: Gebiete mit sehr geringem Höhenunterschied – innerhalb der Flachländer / Tafelland: horizontal angeordnete Gesteinsschichten, regional schräggestellt                                                                        |
|       | Hochebenen                             | > 500 m                                               | 0–25 m                                                 | 0–2 %                           | Flachland oder leicht hügeliges Gelände mit geringem Reliefunterschied innerhalb von Plateaulandschaften |
|       | Hügelland                              | 0–500 m (30–200 m)                                    | 25–100 m (50–200 m)                                    | 2–10 %                          | Tiefland mit deutlich welligem Relief und selten schroffen Formen aus unregelmäßig verteilten, rundlich-niedrigen Erhebungen; oft Schwellen- und Randgebirge; entstanden in der Erdurzeit (Präkambrium) und in der Eiszeit überformt |
|       | Vorgebirgs-Plateaus                    | 500–2000 m                                            | 25–200 m                                               | 2–10 %                          | zu einem Randgebirge hin über dutzende bis hunderte Kilometer leicht ansteigendes, gering strukturiertes Gelände |
|       | Innermontane Plateaus & Plateaugebirge | 200/500–2000 m                                        | 50–200 m                                               | 2–40 %                          | allseits von höheren Gebirgen umgebene Hochebenen mit deutlich niedrigeren Bergen oder Hügeln sowie eher flachen Gipfelregionen von Tafelbergen mit jäh abfallenden Rändern                                                          |
|       | Innermontane Hochplateaus              | 2000–6000 m                                           | 50–200 m                                               | 2–40 %                          | allseits von sehr hohen Hochgebirgen umgebene, gebirgige Hochländer mit deutlich niedrigeren Bergen oder Hügeln. |
|       | Rumpfflächen & Bergland                | 200–500 m                                             | 100–250 m (200–500 m)                                  | 2–40 %                          | sehr alte, weitgehend abgetragene Gebirge: Hochflächen mit tief eingeschnittenen Tälern sowie abgeflachte Mittelgebirge |
|       | Mittelgebirge                          | 300/600–800/1000 m (200–1000)                         | 250–750 m (200/500-1000 m)                             | 10–40 %                         | eher runde, weit gespannte Bergformen, nur lokal mit Felsaufschlüssen in regelmäßig angeordneten Höhenzügen; oft Plateaucharakter oder Schichtstufenlandschaften                                                                     |
|       | Hochgebirge                            | > 800/1000 m (> 1000/1500/2000)                       | > 750 m (> 1000 m/ 1500 m)                             | 35–60 %                         | steile und schroffe Bergformen mit offenem Fels, Graten und Zinnen in meist linear angeordneten Bergketten, meist über die Schneegrenze aufragend und meistens mit glazialer Entstehungsgeschichte.                                  |

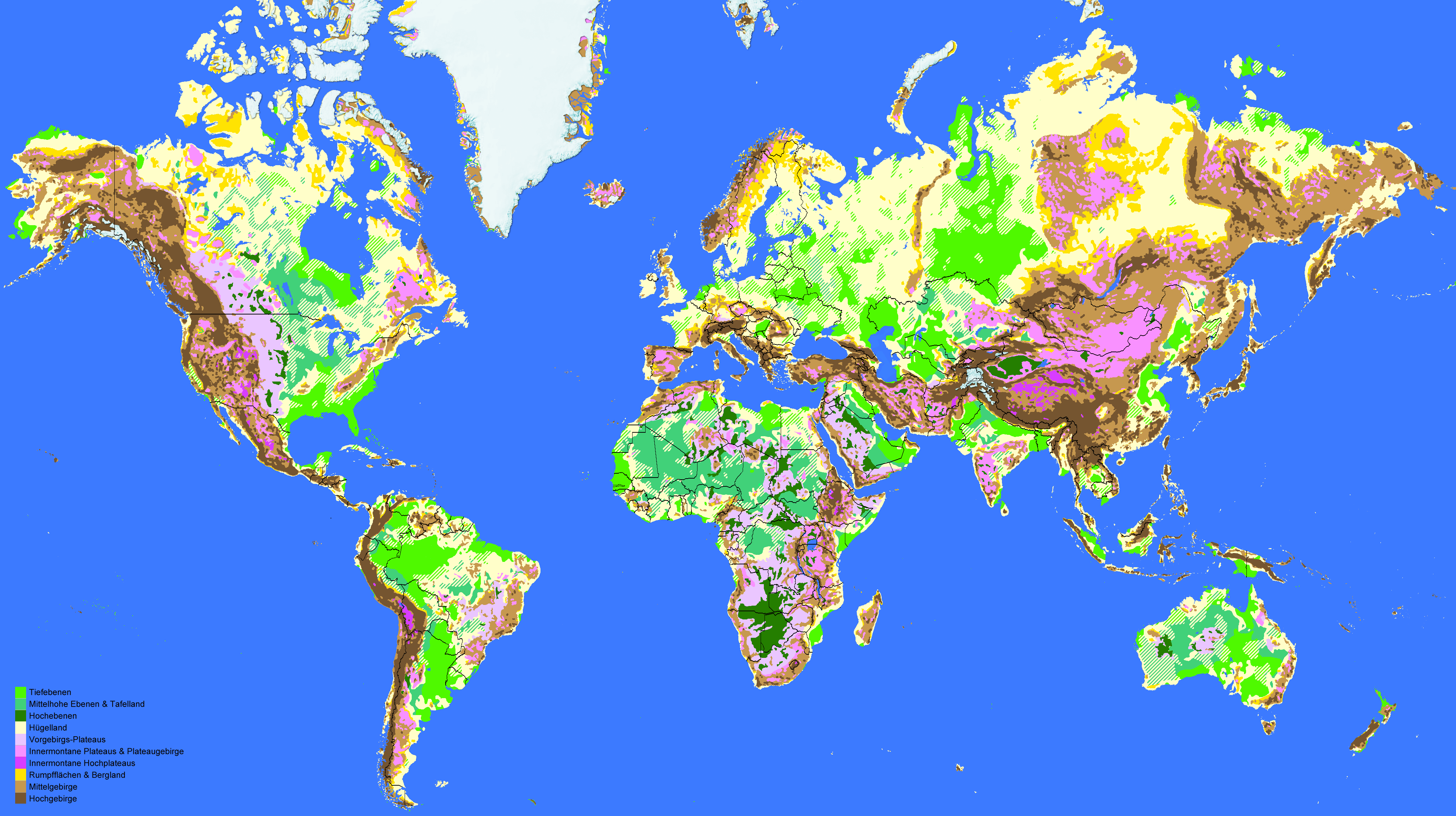
Die großen Landformen der Erde nach Auswertungen von Satellitendaten

*) = bezogen auf einen Radius von 5 km